# Área metropolitana de Pamplona

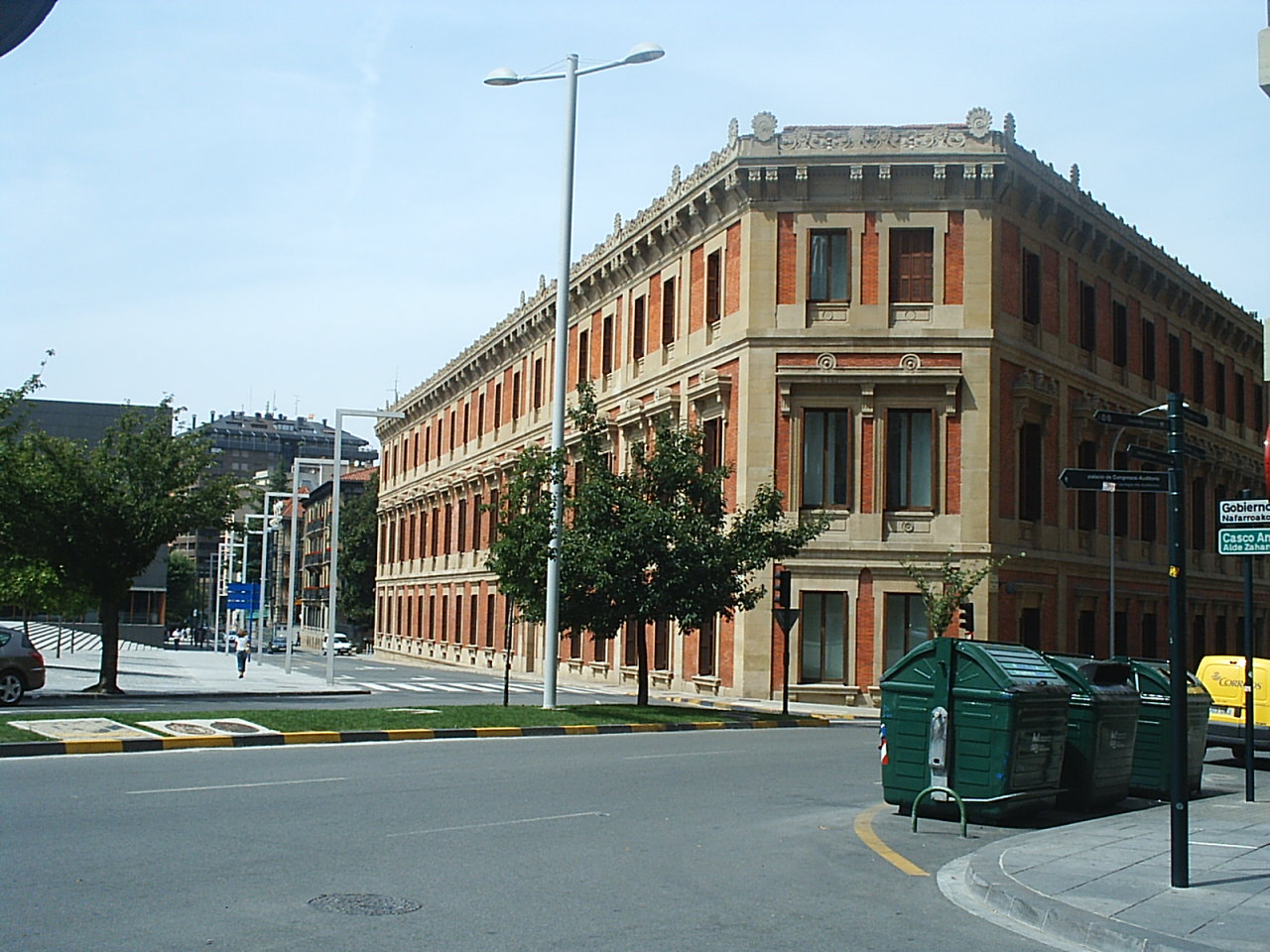
Primeiro Ensanche de Pamplona

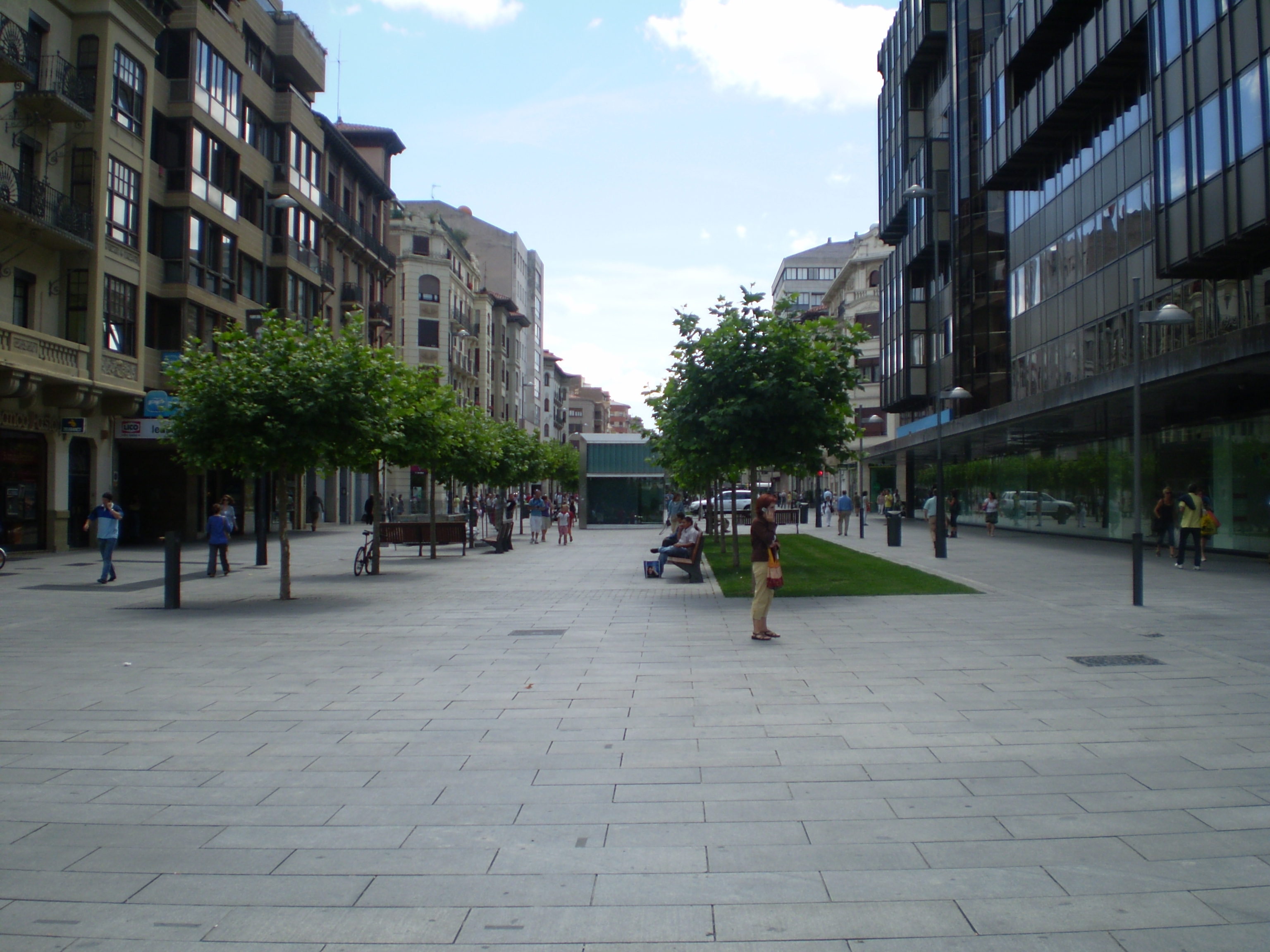
Avenida Carlos III, no Segundo Ensanche de Pamplona

A área metropolitana de Pamplona (em basco: Iruñerria) é um núcleo urbano que se estende em volta da cidade de Pamplona, a capital da Comunidade Foral de Navarra, Espanha, e está delimitado pelo âmbito geográfico da Cuenca (Bacia) de Pamplona.
A área metropolitana é constituída pelos municípios de Ansoáin, Aranguren, Barañáin, Beriáin, Berrioplano, Berriozar, Burlada, Cendea de Cizur, Egüés, Echauri, Ezcabarte, Cendea de Galar, Huarte, Juslapeña, Noáin-Valle de Elorz, Oláibar, Cendea de Olza, Orcoyen, Pamplona, Tiebas-Muruarte de Reta, Villava, Zabalza e Zizur Mayor. A sua população em 2021 era de 364 662 habitantes e ocupa uma superfície 488,6 km² (densidade: 829,04 hab./km²).
A maior parte destes municípios faz parte do organismo denominado Mancomunidade da Comarca de Pamplona, o qual tem competências em matéria de transportes públicos urbanos, gestão de águas e resíduos urbanos.

## História
Pamplona foi a capital do reino medieval homónimo, que a partir do século XI se passou a chamar definitivamente Reino de Navarra. Este reino continuou a existir formalmente até ao século XIX, apesar de ter sido incorporado na Coroa de Castela em 1513. Em meados do século XIX a "Lei Paccionada" extinguiu o Reino de Navarra e, apesar de manter a autonomia dita foral de Navarra, esta passou a ser uma província. Condicionada pela sua história e considerada como praça-forte depois da sua conquista, foi cercada de fortes muralhas e dotada de uma cidadela que serviam tanto para defesa externa como para controlo interno. Esta situação impediu a cidade de se expandir, o que só aconteceu no final do século XIX, quando se derrubaram parcialmente alguns dos baluartes da cidadela e, já no século XX, parte das muralhas. Estas demolições permitiram a construção dos dois primeiros ensanches de Pamplona. A poucos quilómetros da cidade encontravam-se pequenas aldeias e vilas como Barañáin, Villava, Burlada, etc., que viviam fundamentalmente da agricultura.

### Pamplona no início do século XX
No começo do século XX a população de Pamplona era de cerca de 30 000 habitantes e os restantes municípios que atualmente formam a área metropolitana eram pequenas povoações cuja ocupação principal era a agricultura. A maior parte da população concentrava-se no casco antigo da cidade, num espaço reduzido no qual se construíam edifícios cada vez mais altos e onde as condições de higiene e salubridade eram cada vez piores. A área dos antigos burgos de Navarrería, San Nicolás e San Cernin encontrava-se saturado e não tinha capacidade para fazer frente ao crescimento de população, para o qual contribuía o afluxo de pessoas desde as localidades rurais vizinhas para a capital.
O único bairro antigo existente fora do casco antigo e das muralhas era o da Rochapea, situado, por imperativos militares relativamente afastado das muralhas.

### O Primeiro Ensanche
Em 1888 assistiu-se a um pequeno crescimento da cidade, denominado Primeiro Ensanche de Pamplona. Este constava de seis quarteirões situados entre a cidadela e o casco antigo, numa zona até então despovoada por ser considerada "polémica" por razões militares, onde não se podia construir em volta das muralhas e da cidadela. Quando foi feito o Primeiro Ensanche foram construídas algumas casas burguesas e alguns quartéis militares de infantaria. Os edifícios foram construídos em estilo modernista da época e atualmente a maioria foi reabilitado para uso público. O Parlamento de Navarra, que começou por ser o Palácio da Justiça, encontra-se no Primeiro Ensanche. Posteriormente, na segunda metade do século XX, os quartéis foram demolidos, libertando o quarteirão onde foi recentemente edificado o Baluarte, tendo-se apenas mantido o Governo Militar.

### O Segundo ensanche
O Primeiro Ensanche não foi suficiente para o crescimento de Pamplona, que continuava limitado pelas muralhas e pela proibição de edificar junto a elas por razões militares. A população crescente, que imigrava sobretudo das povoações de Navarra, apertava-se no casco antigo, que continuava a crescer em altura, com edifícios cada vez mais altos. Quando as autoridades militares, depois da Primeira Guerra Mundial, comprovaram a inutilidade dos sistema defensivo com muralhas, permitiram a edificação do Segundo Ensanche de Pamplona, não sem antes terem obtidos terrenos nos arredores (Aizoáin) para construirem um novo quartel. Esta nova urbanização vinha sendo negociada desde 1901 e o seu tamanho era consideravelmente maior do que a anterior. Foi desenhado por Serapio Esparza, no mesmo "estilo século XIX desenvolvido em Barcelona por Ildefons Cerdà, com quarteirões quadrados chanfrados. A orientação do burgo da Navarrería e dos restantes determinou a orientação da nova urbanização, que se articulou à volta das avenidas Carlos III o Nobre e Baixa Navarra. O Segundo Ensanche desenvolveu-se entre 1920 e os anos 1960.

### Os novos bairros da segunda metade do século XX
A partir da segunda metade do século XX, o rápido crescimento da economia navarra em geral e da pamplonesa em particular, provocou o deslocamento de milhares de pessoas do meio rural para a cidade, o que levou ao crescimento do bairro da Rochapea e à construção progressiva dos novos bairros da Chatrea, San Jorge, la Milagrosa, Abejeras e Echavacoiz, alguns dos quais situados abaixo da meseta onde assenta o casco antigo e outros no outro lado do rio Arga.

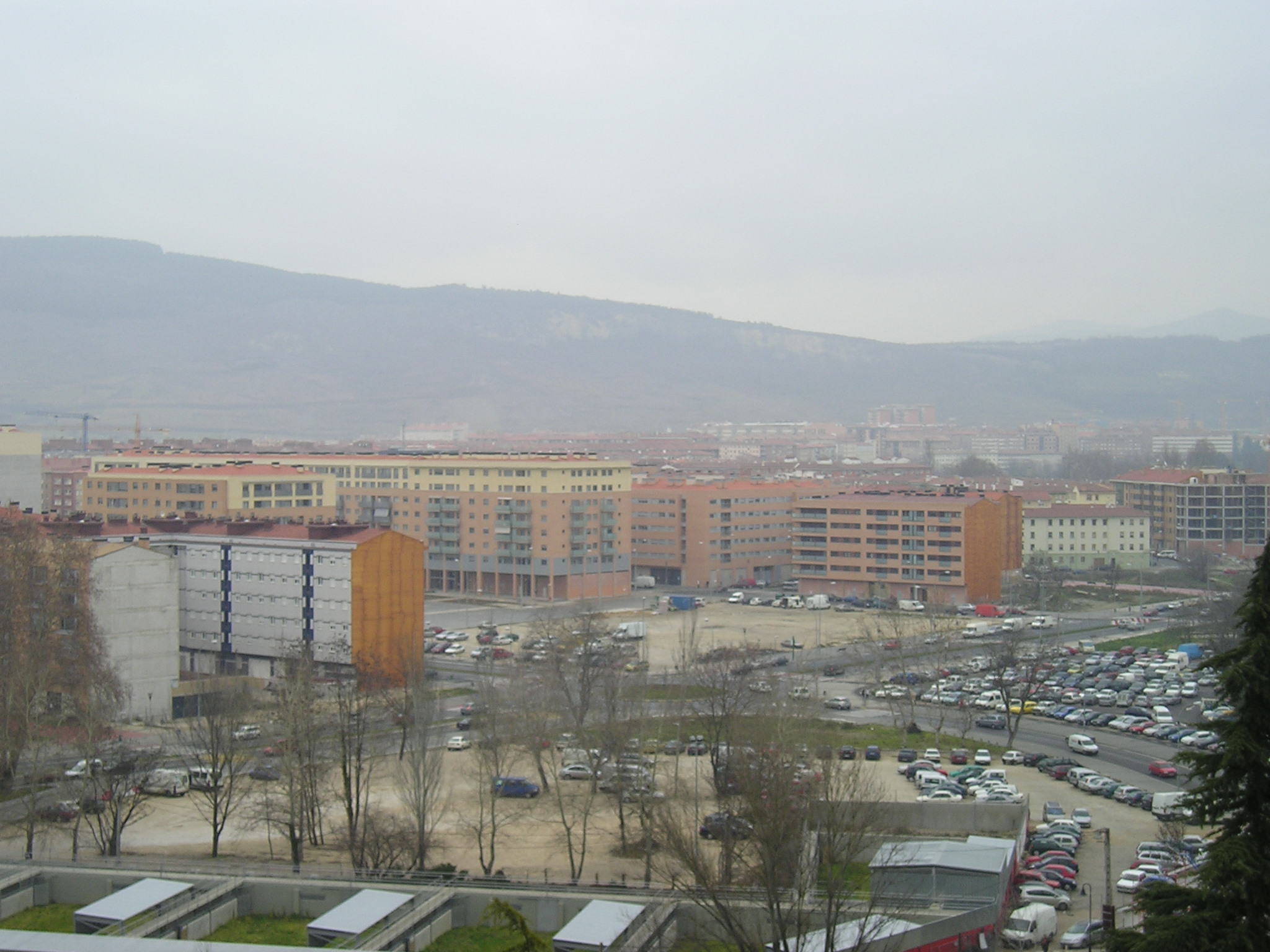
Bairro de Rochapea.

O plano geral de 1957 ordenou o crescimento da cidade para sul e oeste, com o desenvolvimento dos bairros de San Juan, Iturrama e Ermitagaña, assim como a criação em 1964 do parque industrial de Landaben, que impulsionou definitivamente a atividade industrial em Pamplona. As povoações da periferia da cidade passaram de pequenas localidade agrícolas a dinâmicos núcleos urbanos com o aparecimento de novos bairros, indústrias e empresas. Os novos bairros obrigaram a criar um sistema de transportes adequado à nascente área metropolitana, que se baseou em autocarros urbanos; os primeiros autocarros ligavam Villava a Pamplona e por isso ainda hoje os autocarros são chamados de villavesa em Pamplona.

### A situação no final do século XX
Ao contrário do que aconteceu na maioria das capitais de província espanhois, cujos municípios absorveram progressivamente os municípios adjacentes, convertendo-os em bairros, o município Pamplona praticamente não cresceu e embora na prática as localidades mais próximas tenham sido transformadas em bairros da capital, mantiveram-se sob a jurisdição dos respetivos ayuntamientos. Esta situação provocou anomalias ao nível do planeamento e criou dificuldades acrescidas à implementação de projetos metropolitanos que afetem vários dos 23 municípios que atualmente integram a área metropolitana.
Com os novos desenvolvimentos de Echavacoiz e Arrosadía-Lezkairu, ficam praticamente esgotados os terrenos por urbanizar no município de Pamplona, pelos que futuros desenvolvimentos urbanísticos terão que ser levados a cabo nos restantes municípios que tenham solo edificável.

## Mancomunidade da Comarca de Pamplona

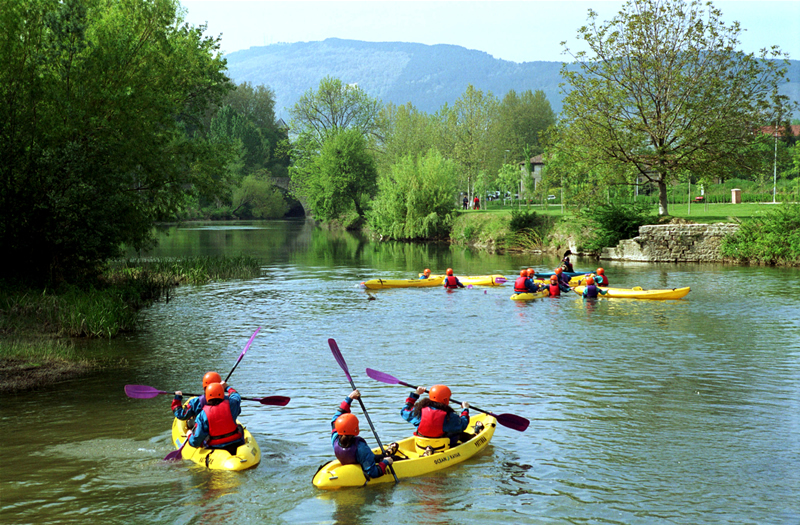
Parque Fluvial da Comarca de Pamplona

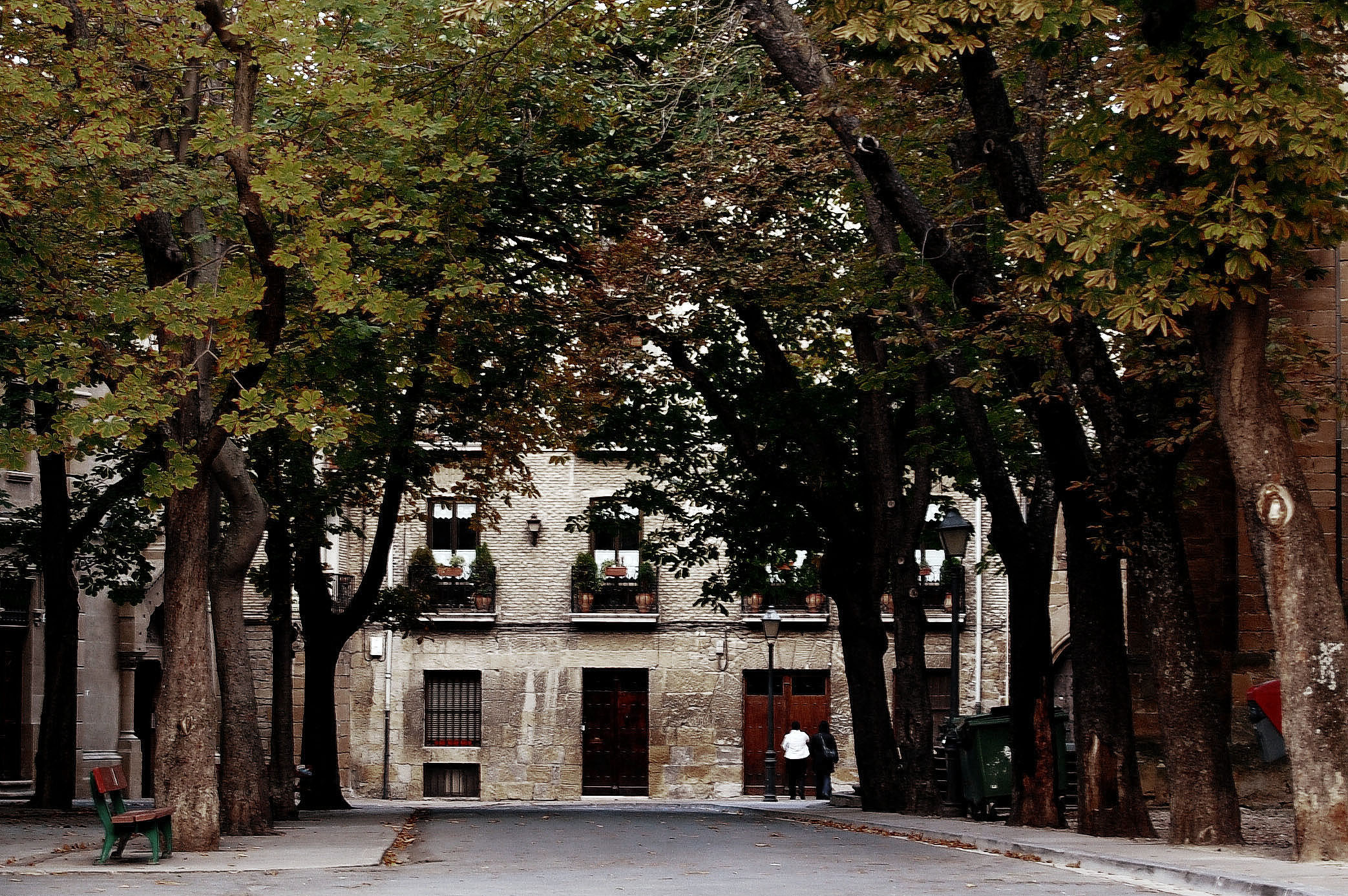
Praça ao lado da catedral de Pamplona

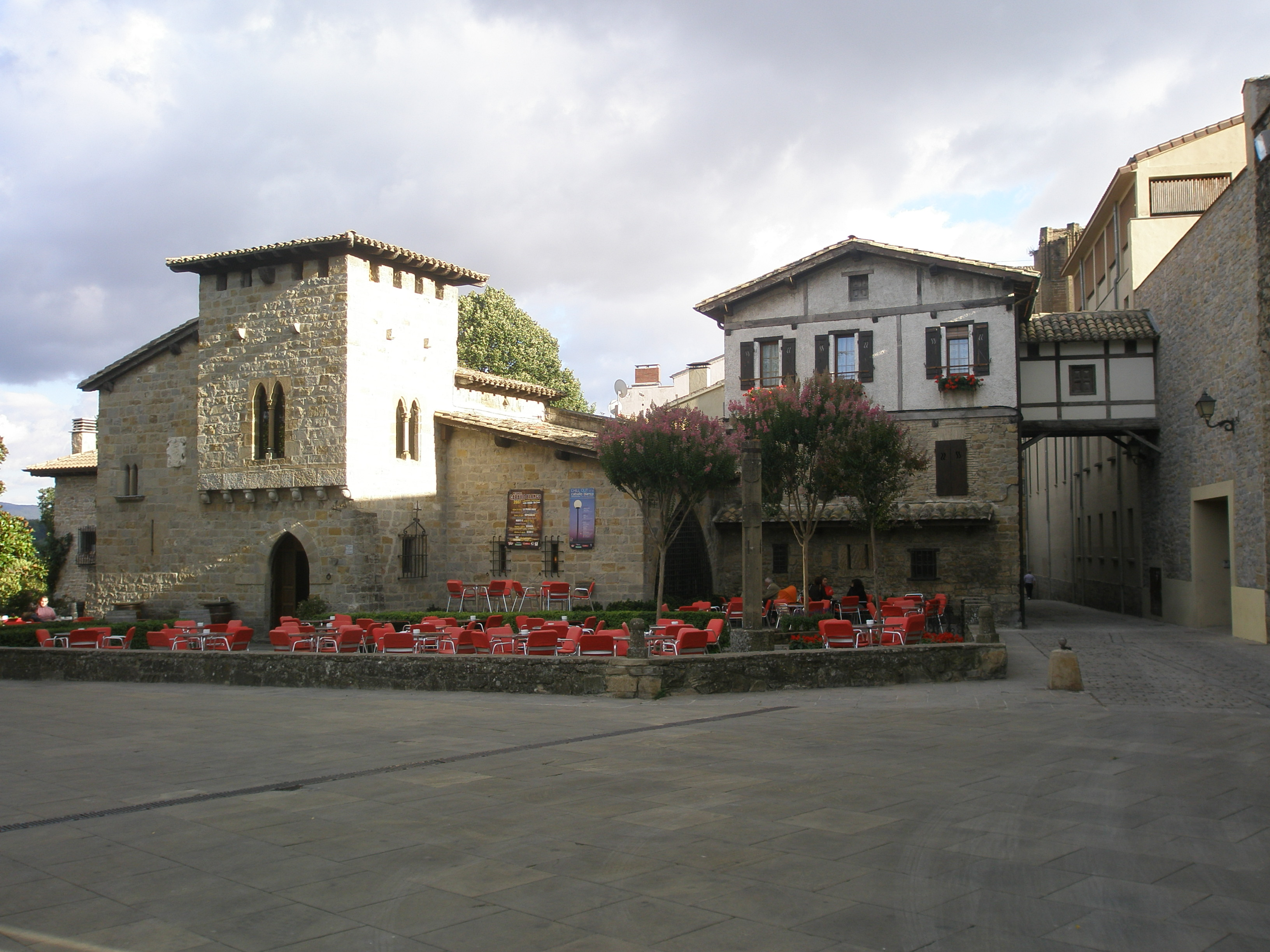
Zona de El Caballo Blanco, no baluarte de Redín, no Casco Antiguo

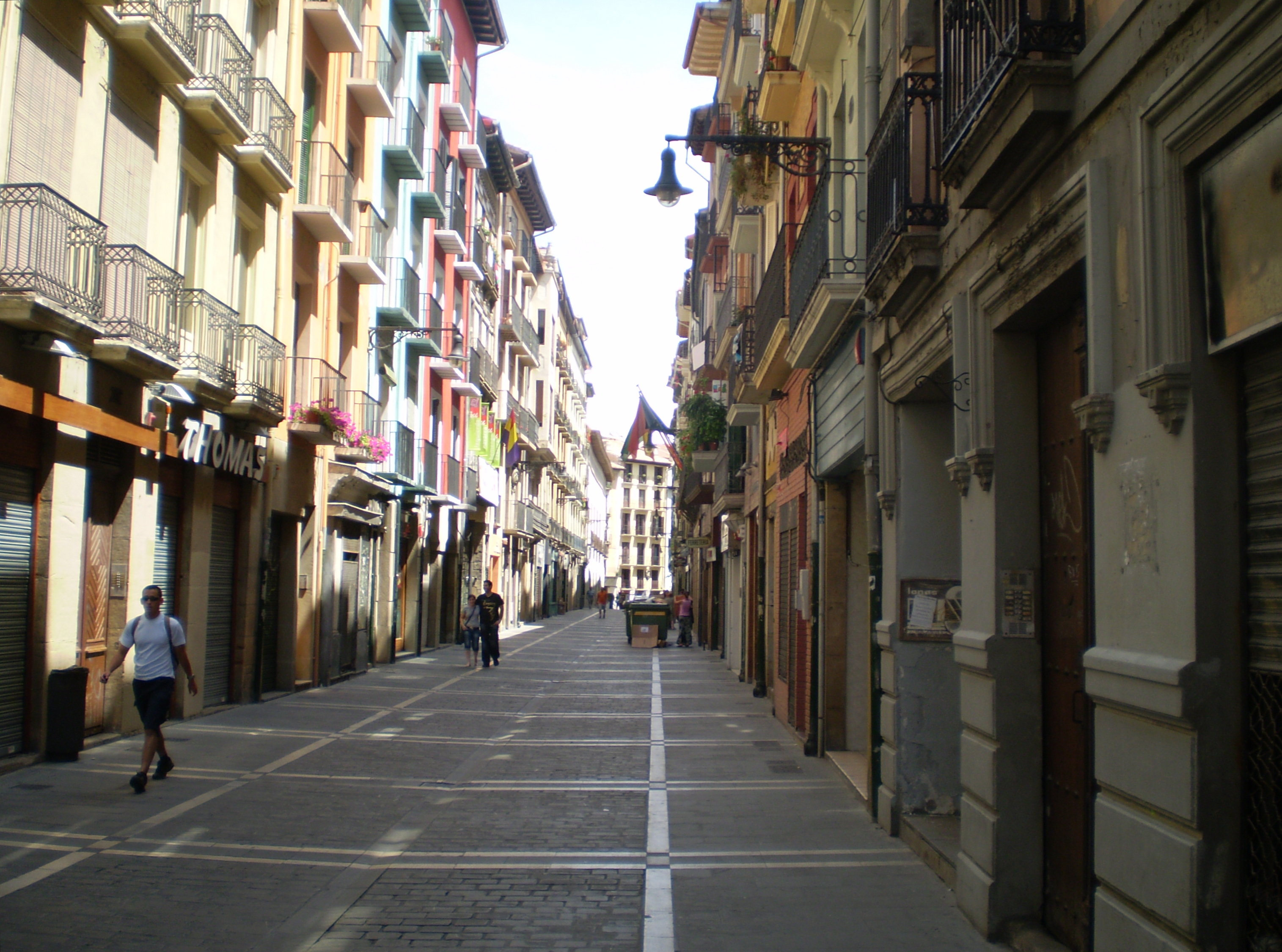
Calle Mayor, um dos eixos principais dos "Casco Antigo", que liga o centro com a Taconera

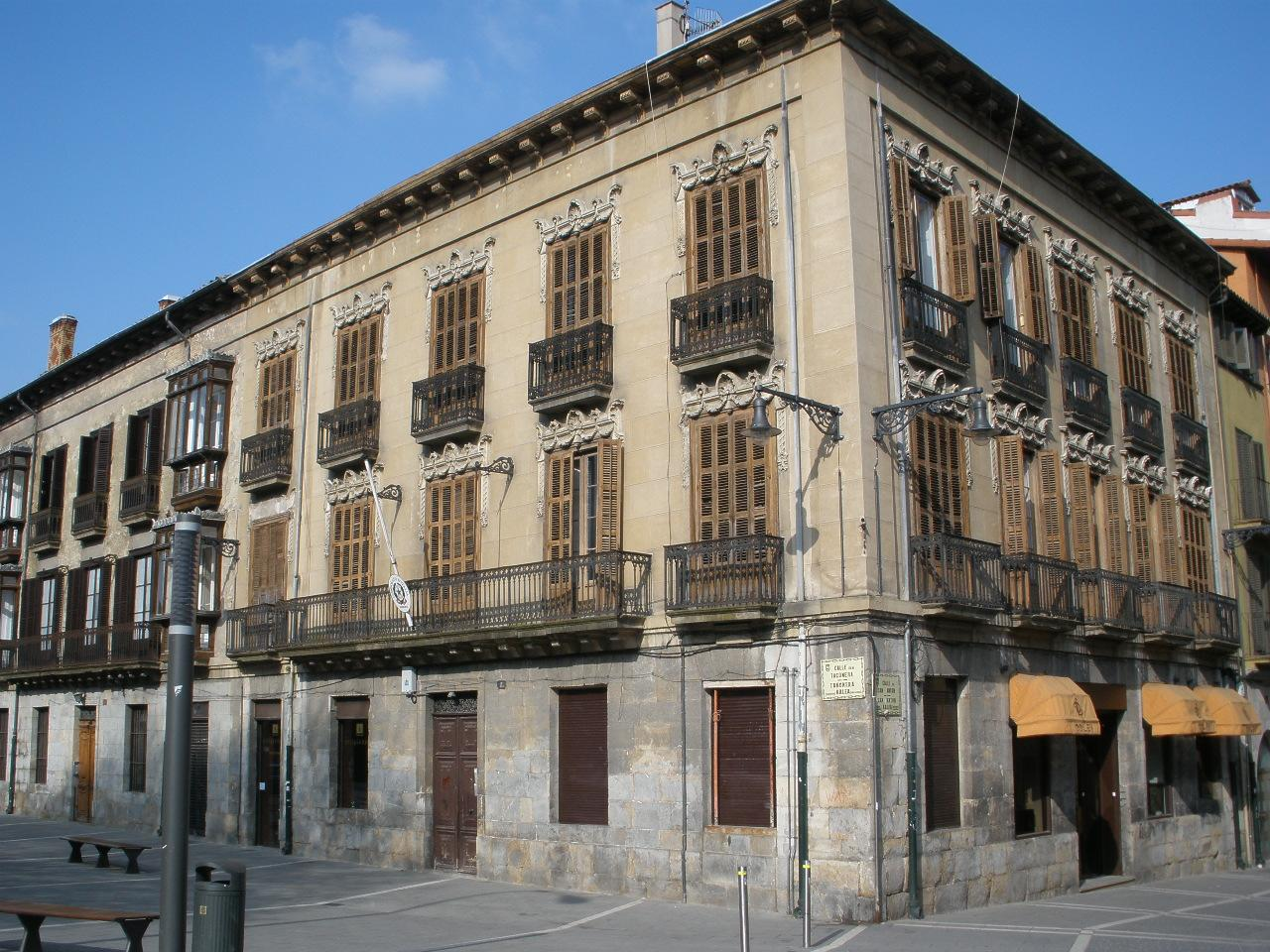
Consulado italiano em Pamplona, na Rua Taconera

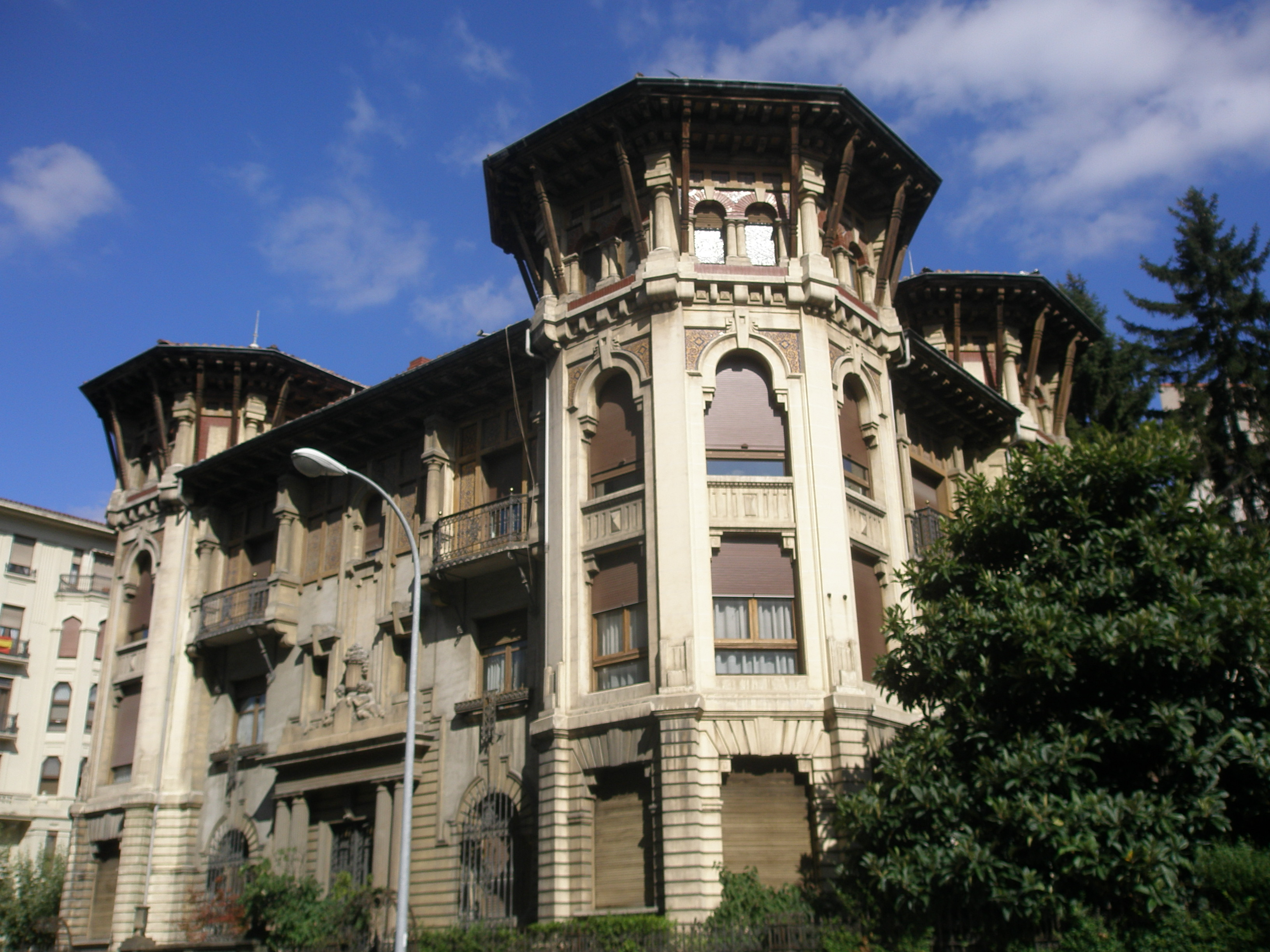
Palacete no Segundo Ensanche, obra do arquiteto pamplonês Víctor Eusa

Este organismo foi formado em 1982 e tem as seguintes competências:
- Gestão da água desde o abastecimento até ao tratamento de águas residuais, passando pelo saneamento.
- Recolha e tratamento de resíduos urbanos.
- Transportes públicos urbanos
- Parque Fluvial da Comarca de Pamplona.

A possibilidade de serem atribuídas mais competências a fim de facilitar a gestão de serviços básicos nos 23 municípios que forma a área metropolitana tem vindo a ser estudada, havendo várias forças políticas que se mostraram favoráveis a ampliar a autoridade do organismo, nomeadamente durante as eleições municipais de 2007.

### Demografia
Em 1970 a população da área metropolitana era de 190 650 habitantes. Com o passar do tempo assistiu-se a um aumento gradual da população, que em 2010 era de 316 061 habitantes.
Devido à construção progressiva de novas urbanizações, a população da área metropolitana encontra-se numa fase de crescimento e deslocação desde os locais mais povoados, como Pamplona ou Barañáin (que em 2077 perderam, respetivamente, 875 e 557 habitantes), para os municípios onde se encontram os novos bairros. Os municípios com maior crescimento de 2007 foram Egüés (+1 700 habitantes), Berrioplano (559), Noáin (533) e Huarte (486). No seu conjunto a população da área metropolitana registou uma aumento de 3 147 habitantes em 2007. É previsível que esta tendência se mantenha nos próximos anos, com os amiores aumentos de população em Egüés (como consequência da segunda fase da urbanização de Sarriguren), Pamplona (devido aos novos bairros de Echavacoiz y Arrosadía-Lezkairu), no Vale de Aranguren (com a construção do bairro de Entremutilvas) e Berrioplano (com o bairro de Nuevo Artica).
| 1970    | 1975    | 1981    | 1986    | 1991    | 1996    | 2001    | 2006    | 2010    |
| 190 650 | 216 268 | 239 202 | 245 107 | 254 377 | 256 968 | 309 631 | 315 988 | 364 662 |
|         | 13,4%   | 10,6%   | 2,5%    | 3,8%    | 1%      | 20,5%   | 2,1%    | 15,4%   |

### A área metropolitana em relação a Navarra
Na área metropolitana de Pamplona reside mais de metade da população de de toda a Navarra (54,83% em 2010).

### Municípios da área metropolitana
| Município                 | População 2006 | População 2009 | População 2021 | Área (km²) | Densidade em 2021 (hab./km²) |
| ------------------------- | -------------- | -------------- | -------------- | ---------- | ---------------------------- |
| Ansoáin                   | 9 952          | 10 500         | 10 732         | 1,93       | 5 560,6                      |
| Aranguren                 | 6 133          | 7 139          | 11 726         | 40,60      | 288,8                        |
| Barañain                  | 22 401         | 22 110         | 19 853         | 1,39       | 14 282,7                     |
| Beriáin                   | 3 125          | 3 651          | 4 132          | 5,43       | 761                          |
| Berrioplano               | 2 347          | 4 344          | 7 468          | 26,03      | 286,9                        |
| Berriozar                 | 8 555          | 9 020          | 10 723         | 2,71       | 3 956,8                      |
| Burlada                   | 18 388         | 18 595         | 19 723         | 2,12       | 9 303,3                      |
| Cizur Menor (concelho)    | 2 238          | 3 110          | 2 020          | 3,79       | 532,8                        |
| Cendea de Galar           | 1 456          | 1 628          | 2 274          | 41,27      | 55,1                         |
| Cendea de Olza            | 1 535          | 1 576          | 1 868          | 41,25      | 45,3                         |
| Echauri                   | 509            | 583            | 645            | 14,10      | 45,7                         |
| Egüés                     | 5 379          | 10 787         | 21 556         | 53,28      | 404,6                        |
| Ezcabarte                 | 1 540          | 1 661          | 1 809          | 34,16      | 53                           |
| Huarte                    | 4 671          | 5 858          | 7 286          | 3,84       | 1 897,4                      |
| Juslapeña                 | 542            | 569            | 585            | 31,51      | 18,6                         |
| Noáin (ou Valle de Elorz) | 4 789          | 6 806          | 8 354          | 48,07      | 173,8                        |
| Oláibar                   | 199            | 224            | 389            | 15,99      | 24,3                         |
| Orcoyen                   | 2 251          | 3 320          | 4 160          | 5,64       | 737,6                        |
| Pamplona                  | 195 769        | 198 491        | 203 081        | 25,24      | 8 046                        |
| Tiebas-Muruarte de Reta   | 588            | 629            | 646            | 21,35      | 30,3                         |
| Villava                   | 10 295         | 10 642         | 10 131         | 1,06       | 9 557,5                      |
| Zabalza                   | 202            | 242            | 303            | 14,04      | 21,6                         |
| Zizur Mayor               | 13 197         | 13 345         | 15 198         | 5,05       | 3 009,5                      |
| Total                     | 316 061        | 334 830        | 364 662        | 439,86     | 829                          |

## Projetos metropolitanos

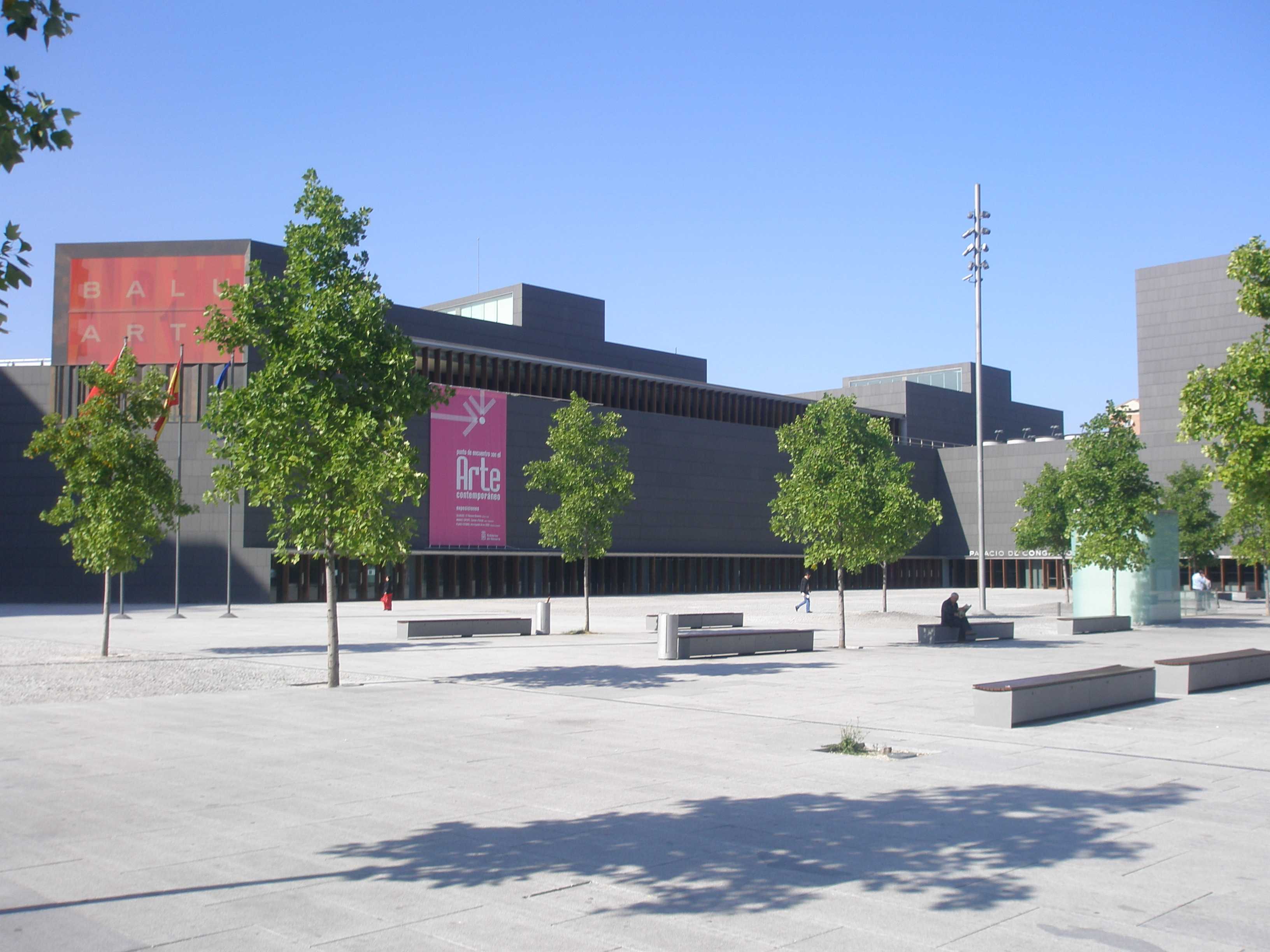
O "Baluarte" (Palácio de Congressos e Auditório de Navarra)

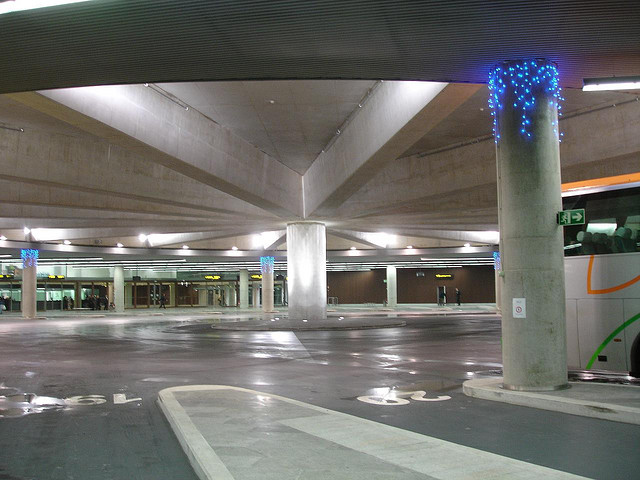
Terminal rodoviário de Pamplona

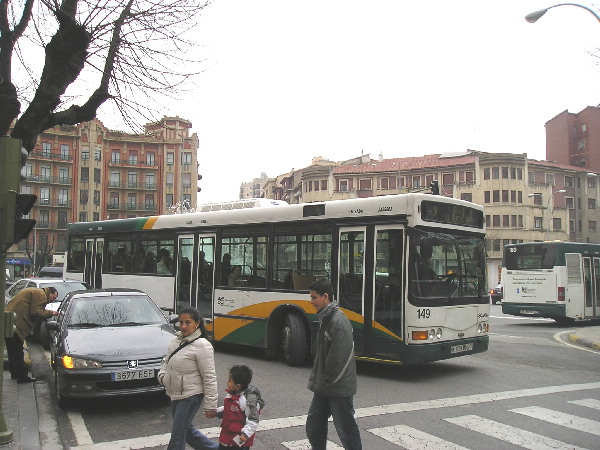
Uma villavesa (autocarro) no centro de Pamplona

### Palácio de Congressos e Auditório de Navarra
O Palácio de Congressos e Auditório de Navarra, também conhecido como Baluarte, foi o primeiro projeto de Pamplona que se pode considerar de escala metropolitana. Com um custo total de 77 milhões de euros, foi construído para acabar com o défice de equipamentos culturais da Cuenca de Pamplona. Atualmente é o quarto edifício do seu género em número de visitantes em Espanha, atrás apenas de Madrid, Barcelona e Bilbau, e o sexto em receitas.

### Estação ferroviária de alta velocidade
O projeto de construção da nova estação ferroviária de alta velocidade no bairro de Echavacoiz é acompanhado por uma série de planos de desenvolvimento da zona, como uma nova urbanização, a ampliação de Barañáin até à futura estação, o desenvolvimento de novas áreas de escritórios e de comércio, integração de antigas fábricas,etc. O início das obras está previsto para 2011.

### Terminal rodoviário
O novo Terminal Rodoviário de Pamplona foi construído no centro da cidade, próximo da cidadela e do antigo terminal. É totalmente subterrâneo e situa-se debaixo da Vuelta del Castillo (Volta do Castelo), a maior das muitas zonas verdes de Pamplona. Foi inaugurado em 2007.

### Aeroporto
O aeroporto de Pamplona situa-se em Noáin e foi recentemente ampliado.A pista foi prolongada para 2 400 m e foi construído uma nova torre de controle e um novo terminal com 12 400 m², 9 balcões de check-in e capacidade para servir 1,1 milhões de passageiros anualmente. Em 2010 passaram pelo aeroporto 291 264 passageiros.

### Transporte Urbano Comarcal
Pamplona conta com uma rede de transportes públicos que liga entre si e com o centro da capital as diferentes localidades e núcleos urbanos da área metropolitana, baseada numa frota de autocarros conhecidos popularmente como villavesas, devido à primeira empresa de transportes públicos da região (já desaparecida há décadas) se chamar Villavesa (da localidade de Villava, onde tinha a sede).
O serviço está a cargo da Mancomunidade da Comarca de Pamplona, que é gerido mediante uma concessão atualmente (2011) concedida à empresa catalã Transports Ciutat Comtal (TCC), do grupo Moventis. Em 2010 rede era composta de 23 linhas diurnas, 10 linhas noturnas e 418 paragens, 202 delas cobertas, e era servida por 88 autocarros permanentemente (102 em horas de ponta). Em 2009 foram transportados 36 927 599 passageiros. A linha 4, a mais usada é servida por 16 autocarros e a sua frequência em dias úteis é de cerca de 4 minutos entre cada passagem de autocarro.